# Jacob Balthasar (Rechtsgelehrter)

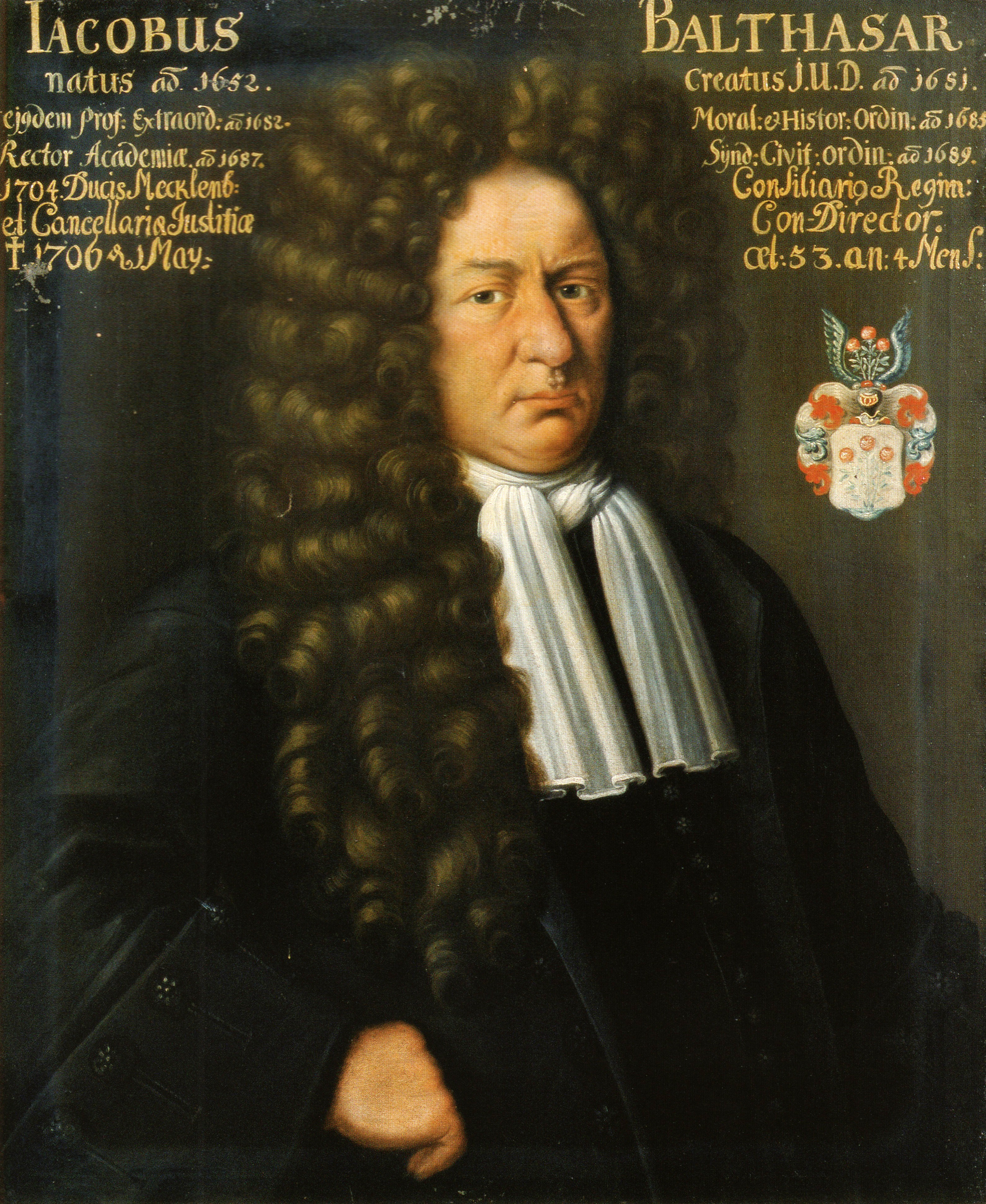
Jacob Balthasar

Jacob Balthasar, auch Jakob Balthasar (* 24. Dezember 1652 in Anklam; † 1. Mai 1706 in Rostock) war ein deutscher Rechtsgelehrter und mecklenburgischer Regierungsrat.

## Leben
Jacob Balthasar (VI.) war der Sohn des Greifswalder Bürgermeisters Heinrich Balthasar († 1670) und der Anna Margaretha Hoyer. Er wurde 1681 an der Universität Greifswald zum Doctor iuris utriusque promoviert. 1682 wurde er außerordentlicher Professor der Rechte und 1685 ordentlicher Professor der Geschichte und Moral. 1687 war er Rektor und 1689 wurde er Syndikus der Universität. 1704 ging er nach Rostock, wo er Regierungsrat und Vizedirektor der Justizkanzlei wurde.
Jacob Balthasar war mit Anna Katharina, einer Tochter des Rechtsprofessors Friedrich Gerdes verheiratet. Der Ehe entstammten elf Kinder, von denen sieben ihren Vater überlebten. Dazu gehörten die Söhne
- Jakob Heinrich von Balthasar (1690–1763), Theologe, Generalsuperintendent von Schwedisch-Pommern
- Georg Nikolaus von Balthasar (1692–1753), schwedischer Offizier, zuletzt Kommandant von Greifswald
- Augustin von Balthasar (1701–1786), Jurist, Historiker, Vizepräsident des Obertribunals Wismar
- Johann Gustav von Balthasar (1704–1773), Landrat und Bürgermeister von Greifswald

und die Tochter
- Barbara Catharina Balthasar, spätere Ehefrau des Greifswalder Professors für Medizin Johann Abraham Mayer.